# Lucian Bute
Lucian Bute (Pechea, 28 febbraio 1980) è un pugile romeno naturalizzato canadese.
Soprannominato "Le Tombeur" o "Mister KO", è stato campione IBF dei pesi supermedi dal 2007 al 2012. Prima di perdere il titolo IBF, ha difeso la cintura per nove volte consecutive e raggiunto il primo posto nella sua divisione di peso in una classifica stilata dalla rivista The Ring.
Nato in Romania, ha acquisito la cittadinanza canadese nel 2012.

## Carriera
Bute compie il suo debutto da professionista il 22 novembre 2003, sconfiggendo lo statunitense Robert Muhammad per KO tecnico alla seconda ripresa.